# Lambdafag
 Denne artikel bør gennemlæses af en person med fagkendskab for at sikre den faglige korrekthed.

Lambafag er en bakteriel DNA-virus, eller bakteriofag, der inficerer bakterien Escherichia coli (E. coli). Den blev opdaget af Esther Lederberg i 1950.
Lambdafagen består af et proteinhoved, der indeholder virusgenomet, og en lang hale. Når lambdafagen inficerer en værtcelle kan den enten fremkalde en lytisk cyklus eller den kan inkorporeres i bakteriekromosomet under dannelse af en lysogen bakterie.
 Der er for få eller ingen kildehenvisninger i denne artikel, hvilket er et problem. Du kan hjælpe ved at angive troværdige kilder til de påstande, som fremføres i artiklen.

| Biologi | Spire Denne artikel om biologi er en spire som bør udbygges. Du er velkommen til at hjælpe Wikipedia ved at udvide den. |